# Édouard André (landschapsarchitect)
Édouard André (Bourges, 17 juli 1840 - La Croix, 25 oktober 1911) was een Frans landschapsarchitect. Hugo Poortman was een leerling van hem.
Hij was een verdienstelijk botanicus. Hij is op expeditie geweest in Zuid-Amerika en schreef verschillende monografieën over de bromeliafamilie. Hij publiceerde in 1879 een uitgebreide verhandeling over tuinen, waarin hij opriep voor een meer natuurlijk uiterlijk.
- Biblioteca Nacional de España: XX831837
- Bibliothèque nationale de France: cb120122449 (data)
- Author citation (botany): André
- Gemeinsame Normdatei: 117661198
- International Standard Name Identifier: 0000 0000 8365 0893
- Library of Congress Control Number: n82093771
- Base Léonore: LH//34/33
- Nationale Bibliotheek van Polen: a0000001137975
- Nederlandse Thesaurus van Auteursnamen: 073807494
- SNAC: w6p85vp0
- Système universitaire de documentation: 028247159
- Museum of New Zealand Te Papa Tongarewa: 51521
- Union List of Artist Names: 500019214
- Virtual International Authority File: 24611915
- WorldCat: E39PBJpyjrwT9XGGycJYp6vyh3